# 邓川景天
邓川景天（学名：Sedum somenii）是景天科景天属的植物，为中国的特有植物。分布在中国大陆的云南等地，生长于海拔2,500米的地区，目前尚未由人工引种栽培。